# Саночкин, Александр Александрович
Александр Александрович Саночкин (род. 11 июня 1990, Свердловск) — российский спортсмен стиля Тайский бокс, К-1 (кикбоксинг). Боец команды CLINCH TEAM, занимающийся в «Бойцовском клубе КЛИНЧ» под руководством заслуженного тренера России Салимова Тимура Валерьевича. Выступающий на турнирах Fair Fight и RCC.

## Биография
Александр Саночкин родился в городе Екатеринбург Свердловской области. В начальной школе Александр учился в специализированном спортивном классе и увлекался легкой атлетикой и выступал на соревнованиях. В конце девятого класса предпочтения изменились и Александр начал серьезно заниматься единоборствами — первыми секциями были айкидо, классический бокс и тайский бокс. Тайский бокс сразу же увлек молодого спортсмена и он начал более серьезно заниматься им. Далее была служба в армии РФ в Отдельной мотострелковой дивизии особого назначения. В 2010 году начались усиленные тренировки под руководством Романа Караева.

## Любительский спорт
В 2013 году Александр стал серебряным призёром Кубка Мира по Кикбоксингу (WACO), чемпионом УрФО по Кикбоксингу (WAKO), чемпионом Свердловской области по тайскому боксу.
Спортивные звания : КМС по Тайскому боксу

## Профессиональный спорт
| Результат | Рекорд | Соперник          | Способ | Турнир          | Дата       | Раунд | Время | Место                | Примечание                        |
| --------- | ------ | ----------------- | ------ | --------------- | ---------- | ----- | ----- | -------------------- | --------------------------------- |
| Победа    | 6-2    | Марлей Званинберг |        | Fair Fight IX   | 08.08.2019 |       |       | Екатеринбург, Россия |                                   |
| Победа    | 5-2    | Матей Козубовский |        | Fair Fight VIII | 21.04.2019 |       |       | Екатеринбург, Россия |                                   |
| Поражение | 4-2    | Джонатан Оливейра |        | Fair Fight VII  | 02.02.2019 |       |       | Екатеринбург, Россия | Полуфинал Гран-при Fair Fight VII |
| Победа    | 4-1    | Сергей Кравченко  |        | Fair Fight VI   | 29.09.2018 |       |       | Екатеринбург, Россия |                                   |
| Победа    | 3-1    | Игорь Пестерев    |        | Двойной Удар    | 15.12.2017 |       |       | Екатеринбург, Россия |                                   |
| Победа    | 2-1    | Александр Ермошин |        | Fair Fight IV   | 31.09.2017 |       |       | Екатеринбург, Россия |                                   |
| Поражение | 1-1    | Артем Казымов     |        |                 | 21.06.2017 |       |       | Екатеринбург, Россия |                                   |
| Победа    | 1-0    | Арарат Алексанян  |        | Fair Fight I    | 29.10.2016 |       |       | Екатеринбург, Россия |                                   |